# Controversia de la circuncisión en el cristianismo primitivo

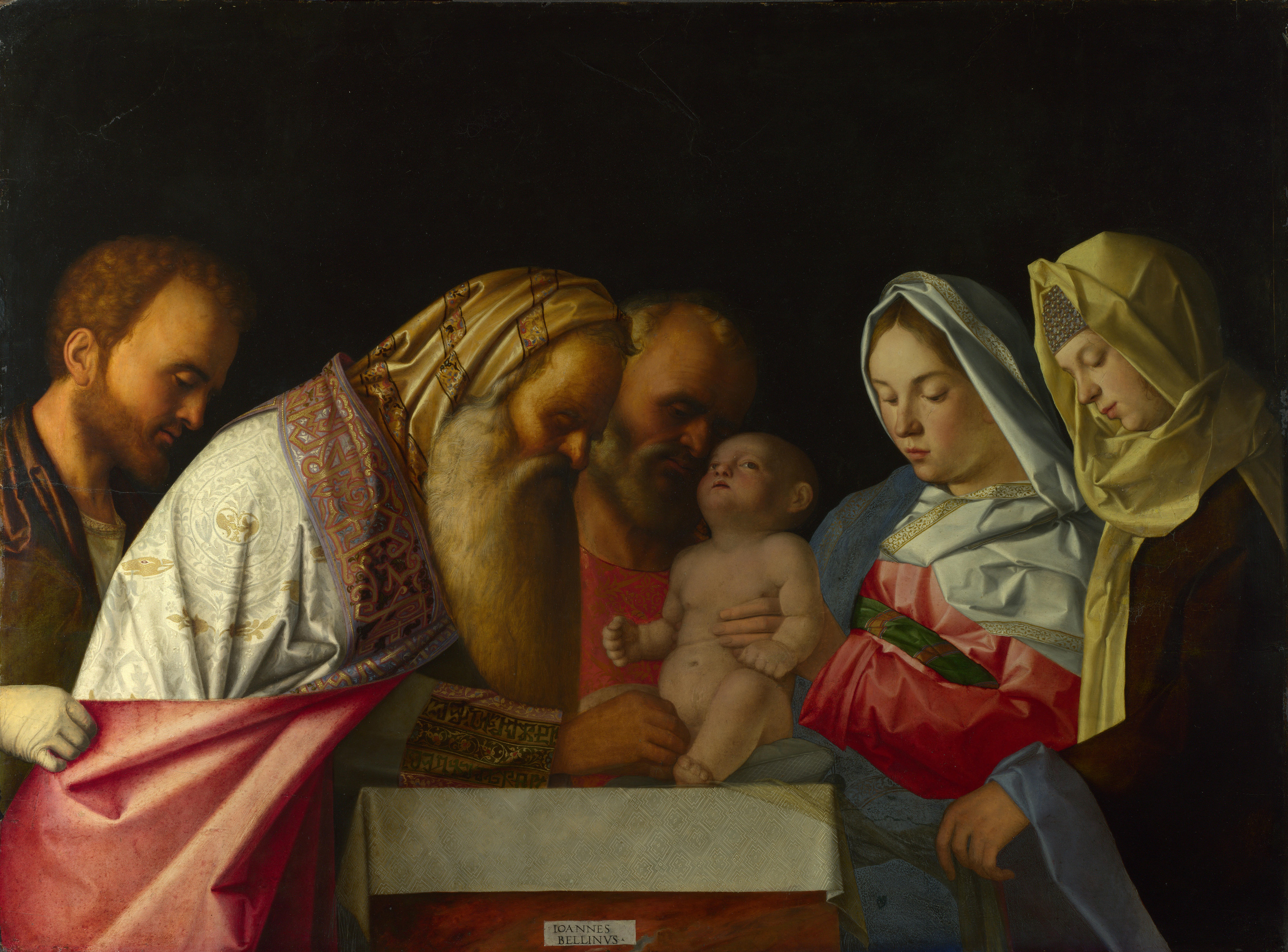
Circuncisión de Cristo. Giovanni Bellini (ca. 1500).

El concilio de Jerusalén durante la Edad Apostólica de la historia del cristianismo no incluía la circuncisión masculina religiosa como requisito para los nuevos gentiles convertidos. Esto se conoce como el «Decreto Apostólico» y puede ser uno de los primeros actos de diferenciación temprana entre el cristianismo y el judaísmo. La circuncisión se impuso sobre el patriarca bíblico Abraham, sus descendientes y sus siervos como «un símbolo de la Alianza», culminada con él por Dios para todas las generaciones, como un «pacto eterno».

## Bases del judaísmo
Existen numerosas referencias en la Biblia hebrea a la obligación de la circuncisión. Por ejemplo, Levítico 12,3 dice:
Y al octavo día se circuncidará al niño.
Y los no circuncidados deben ser aislados del pacto en Génesis 17,14:
Y el varón incircunciso, el que no hubiere circuncidado la carne de su prepucio, aquella persona será cortada de su pueblo; ha violado mi pacto.
Durante el siglo I a. C. hubo una controversia en relación con que si un converso al judaísmo (prosélito) que ya fue circuncidado necesitaba ser ritualmente re-circuncidado. Esto se hace a través de un pinchazo, para crear una gota de sangre y todavía se practica en la actualidad.
Una similar controversia entre los shamaitas y los hilelitas se da (Shab. 137a) con respecto a un prosélito nacido circuncidado: los primeros exigían el derramamiento de una gota de sangre de la alianza; los segundos declaraban que era innecesario. El punto de vista riguroso shamaita expresado en el Libro de los Jubileos (Ic «en el lugar citado»), se impuso en la época del rey Juan Hircano, quien obligó el rito de Abraham sobre los idumeos, y en la de rey Aristóbulo, quien hizo los itureos sufrieran la circuncisión (Josefo, Antigüedades de los Judíos, xiii. 9, § 1; 11, § 3). Según Ester 8:17, Septuaginta, los persas que, por temor a los judíos después de la derrota de Amán, «se convirtieron en judíos», fueron circuncidados.

## El judaísmo delsigloIyIId.C.
Las fuentes judías varían sobre si la circuncisión de los conversos al judaísmo (prosélitos) era una práctica universal en tiempos de los Tanaim:
La cuestión entre los zelotes y partidos liberales con respecto a la circuncisión de prosélitos se mantuvo abierta en tiempos de los Tanaim.
El desacuerdo se centra en la corrección de pasajes contradictorios del Talmud de Babilonia y el Talmud de Jerusalén, cuyo pasaje es más antiguo:
B. Yevamot 46a se resume de la siguiente manera: el rabino Joshua dice que si un prosélito se sumerge pero no es circuncidado esto es válido, debido a que nuestras madres son inmersas pero no circuncidadas. El rabino Eliezer dice lo contrario, porque así es hallado con respecto a nuestros padres. Sin embargo, los sabios dicen ambos son necesarios.
P. Qiddushin 3:12 (3:14, 64d) se resume de la siguiente manera: el rabino Eliezer dice que sólo la circuncisión se requiere, lo mismo que en B. Yevamot 46a. El rabino Joshua dice que ambos son necesarios.
Durante los tiempos de los Tanaim existían semi-conversos no circuncidados, los «temerosos de Dios» y los «gentiles justos».

## Circuncisión de Jesús

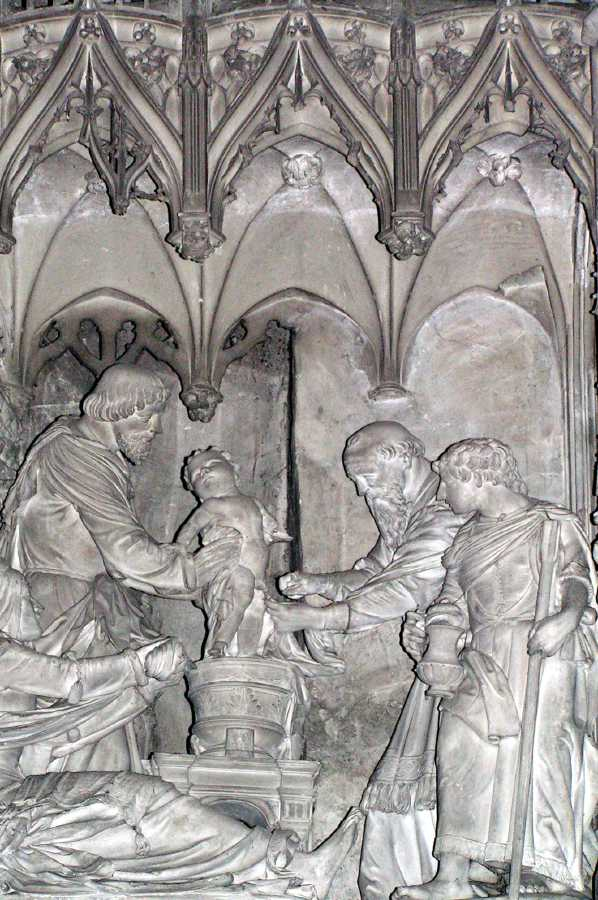
Circuncisión de Jesús, escultura en la Catedral de Chartres.

Según el Evangelio de Lucas, Jesús fue circuncidado ocho días después de su nacimiento, de acuerdo con la ley mosaica.

## La ley de Moisés en el cristianismo primitivo
Diferencias y disputas similares existieron en el cristianismo temprano, pero las más importantes eran las controversias sobre el lugar de la ley mosaica o Antiguo Pacto en el cristianismo. Esto es particularmente notable en la segunda mitad del siglo primero, cuando la controversia de la circuncisión salió a la luz. Alister McGrath, un defensor de la paleo-ortodoxia, afirma que muchos de los cristianos judíos eran totalmente fieles judíos religiosos, solamente diferenciándose por su aceptación de Jesús como el Mesías. Por lo tanto, ellos creían que la circuncisión y otros requisitos de la ley mosaica eran necesarios para la salvación. Los que estaban en la comunidad cristiana e insistían en que la ley bíblica, incluidas las leyes sobre la circuncisión, seguían aplicándose a los cristianos fueron peyorativamente etiquetados de «judaizantes» por sus oponentes y criticados por ser elitistas y legalistas.

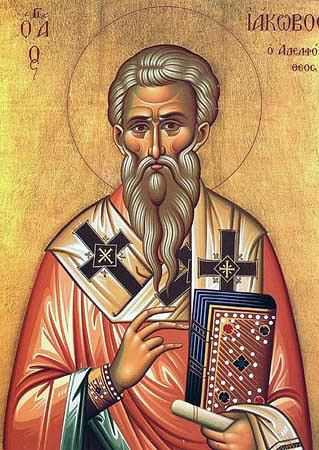
Imagen de Jacobo el Justo, quien emitió el Decreto Apostólico en el concilio de Jerusalén, c. 50 d. C.

El concilio de Jerusalén de alrededor de 50 d. C. fue la primera reunión en el cristianismo primitivo llamada a considerar la aplicación de la Ley mosaica a la nueva comunidad. En concreto, se tuvo que considerar si los nuevos gentiles conversos al cristianismo serían obligados a someterse a la circuncisión para la membresía plena en la comunidad cristiana, pero eran conscientes de que la cuestión tenía implicaciones más amplias, ya que la circuncisión es el signo «eterno» del Pacto de Abraham. La cultura judía todavía estaba tratando de encontrar su lugar en la más dominante cultura helenística, que encontraba a la circuncisión repulsiva.
La decisión del Consejo, llamado el Decreto Apostólico, fue que la mayoría de la ley mosaica, incluyendo el requisito de la circuncisión de los varones, no era obligatorio para los gentiles conversos, con el fin de facilitar a los predicadores judeocristianos para inducir a las perspectivas de los gentiles a unirse al movimiento cristiano. El Concilio hizo retener las prohibiciones contra el consumo de carne que contienen sangre o carne de animales muertos incorrectamente, y en contra de la «fornicación» y la «adoración de ídolos». Hay una idea de que «estrangulada» y «sangre» en los textos se refieren a las condiciones de prepucio: la parafimosis y el frenillo roto, respectivamente. A partir de Agustín de Hipona, muchos han visto una conexión con la ley noájida, mientras que algunos estudiosos modernos rechazan cualquier conexión y en su lugar ven a Levítico 17–18 como base.
El Decreto fue uno de los primeros actos que diferenció a la Iglesia de sus raíces judías, a pesar de una disputa similar se llevaba a cabo al mismo tiempo en el judaísmo, pero que llegó a una conclusión contraria.

## La enseñanza de Pablo

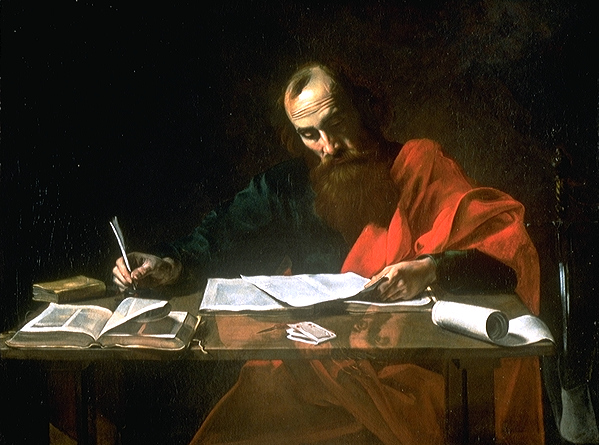
Representación artística de San Pablo escribiendo sus epístolas, siglo XVI (Blaffer Foundation Collection, Houston, Texas). La mayoría de los estudiosos creen que Pablo realmente dictaba sus cartas a un secretario.

Mientras que el problema se resolvió teóricamente, continuó siendo un tema recurrente entre los cristianos. Cuatro años después del Concilio de Jerusalén, Pablo escribió a los gálatas sobre el tema, que se había convertido en una seria controversia en su región. Hubo un movimiento creciente de judaizantes en el área que defendía la adhesión a las leyes tradicionales mosaicas, incluyendo la circuncisión. Según McGrath, Pablo identificó a Jacobo el Justo como la fuerza motivadora detrás del movimiento. Pablo consideraba una gran amenaza para la doctrina de la salvación por la fe y abordó el tema con gran detalle en Gálatas 3.
Pablo, que se hacía llamar Apóstol de los gentiles, atacó la práctica, aunque no siempre. En el caso de Timoteo, cuya madre era judía cristiana pero de padre griego, él, personalmente, le circuncidó «a causa de los judíos» que estaban en la ciudad. También apareció alabando su valor en Romanos 3:1-2.
Existen dos interpretaciones del comentario de Pablo sobre aquellos que quieran forzar la circuncisión en los cristianos gentiles en Gálatas 5:12. En la Biblia del rey Jacobo se lee: «Ojalá fuesen también cortados», sugiriendo una separación de la iglesia; pero la mayoría de las versiones modernas, siguiendo a estudiosos como Lightfoot, R.C.H. Lenski y F.F. Bruce, se lee como en la English Standard Version: «¡Ojalá que los que los perturban también se mutilaran!», debido a una lectura del texto griego apokopsontai, "serán cortados", como Pablo deseando que los de la circuncisión se castren a sí mismos. Esto es paralelo al griego κατατομή, katatomē. Eusebio informó que los primeros cristianos como Orígenes de hecho se castraron a sí mismos, aunque siguiendo Mateo 19:12.
Pablo argumentó que la circuncisión ya no significaba que el físico, sino una práctica espiritual (Romanos 2:25-29). Y en ese sentido, él escribió: «¿Fue llamado alguno ya circuncidado? No se haga incircunciso» (1 Corintios 7:18), probablemente una referencia a la práctica de epispasm.

## Posturas posteriores

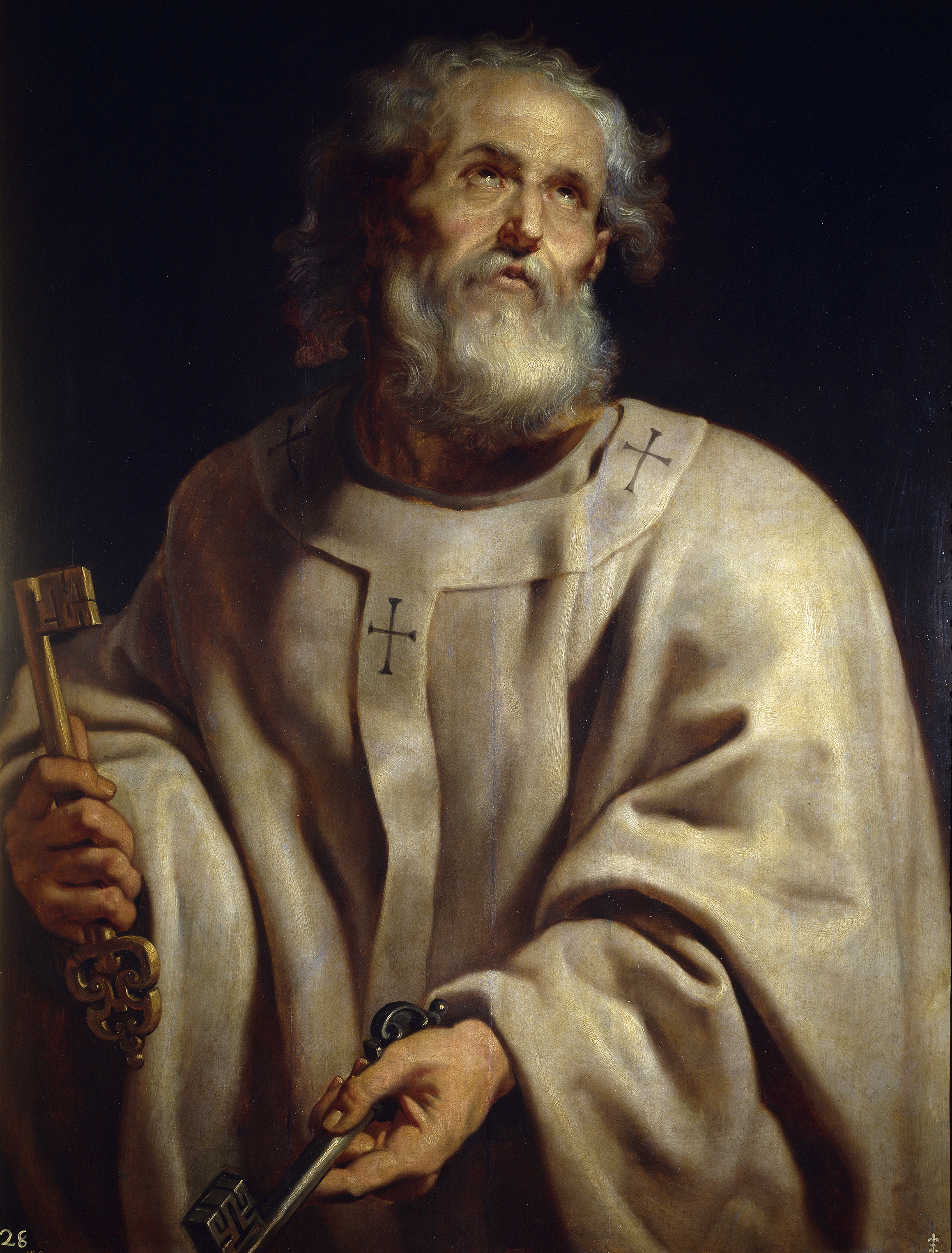
Pedro, por Peter Paul Rubens.

Según Hechos, Simón Pedro condenó la circuncisión necesaria de los conversos. Cuando los diversos pasajes del Nuevo Testamento respecto a la circuncisión se reúnen, se desprendeuna visión muy negativa de este rito , según Michael Glass. Algunos estudiosos de la Biblia piensan que la Epístola a Tito, generalmente atribuida a Pablo, puede afirmar que la circuncisión debe desaconsejarse entre los cristianos, aunque otros creen que esto no es más que una referencia a los judíos. La circuncisión fue tan estrechamente asociada a los hombres judíos que los judeocristianos fueron referidos como «los de la circuncisión», o por el contrario los cristianos que fueron circuncidados fueron referidos como judeocristianos o judaizantes. Estos términos (circuncisos e incircuncisos) generalmente se interpretan en el sentido de judíos y griegos, que era predominante; sin embargo, es una simplificación excesiva como la provincia de Judea del siglo I, pues también había algunos judíos que no estaban circuncidados, y algunos griegos (llamados prosélitos o judaizantes) y otros como egipcios, etíopes, y los árabes que lo estaban.
Una interpretación común de la controversia de circuncisión del Nuevo Testamento es que era sobre la cuestión de si los gentiles podían entrar en la Iglesia directamente o deberían convertirse primero al judaísmo. Sin embargo, la Halajá del judaísmo rabínico estaba todavía en desarrollo en este momento, como la Enciclopedia Judaica anota: «Jesús, sin embargo, no parece haber tenido en cuenta el hecho de que la Halajá era en este periodo solo se estaba materializando, y que muchas discusiones existieron en cuanto a su forma definitiva; las disputas del Bet Hilel y Bet Shamai se estaban produciendo en la época de su madurez». Esta controversia se libró en gran medida entre los grupos opuestos de los cristianos que se encontraban a sí mismos étnicamente judíos. Según esta interpretación, los que sentían que la conversión al judaísmo era un requisito previo para miembros de la Iglesia fueron finalmente condenados por Pablo como «maestros judaizantes». La fuente de esta interpretación es desconocida; sin embargo, parece estar relacionado con el supersesionismo o el hiperdispensacionalismo (véase también Nueva Perspectiva de Pablo). Además, los cristianos modernos, como los ortodoxos etíopes y coptos todavía practican la circuncisión, pero no lo consideran una parte de la conversión al judaísmo, ni se consideran a sí mismos como judíos o judeocristianos.
El artículo de la Enciclopedia Judaica «Gentile: Gentiles May Not Be Taught the Torah» (Gentiles: Los gentiles no pueden ser instruidos en la Torá) toma nota de la siguiente reconciliación:
R. Emden, en una apología notable del cristianismo que figura en el apéndice de Olam Seder (pp. 32b-34b, Hamburgo, 1752), da su opinión de que la intención original de Jesús, y en especial de Pablo, era para convertir sólo a los gentiles a las siete leyes morales de Noé y dejar que los judíos siguieran la ley mosaica, lo que explica las aparentes contradicciones en el Nuevo Testamento respecto a las leyes de Moisés y el sábado.

## Prácticas contemporáneas

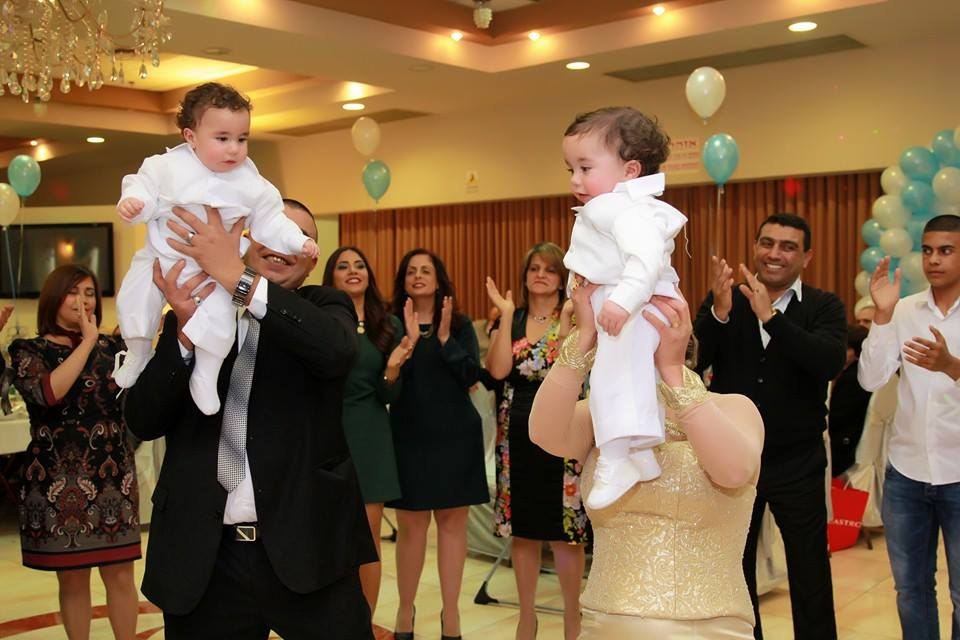
Niños cristianos coptos vistiendo trajes tradicionales de circuncisión.

Hoy en día, la mayoría de las denominaciones cristianas son neutrales acerca de la circuncisión masculina ritual, sin requerirlo ni prohibirlo. La práctica es habitual entre la Iglesia ortodoxa copta, etíope y eritrea, y también algunas otras iglesias africanas. Algunas iglesias cristianas en Sudáfrica se oponen a la circuncisión, viéndolo como un ritual pagano, mientras que otros, entre ellos la iglesia Nomiya en Kenia, requieren de la circuncisión para la adhesión. Algunos de los participantes en grupos de discusión en Zambia y Malawi dijo que los cristianos deben practicar la circuncisión porque Jesús fue circuncidado y la Biblia enseña la práctica.
La Iglesia Ortodoxa Griega celebra la circuncisión de Cristo el 1 de enero, mientras que las iglesias ortodoxas orientales, siguiendo el calendario juliano, lo celebran el 14 de enero. La Iglesia ortodoxa oriental considera que es una de las doce «Grandes Fiestas». En las iglesias católica, anglicana y luterana, la conmemoración de la circuncisión de Cristo ha sido sustituida por otras conmemoraciones.